# 青岛路站
青岛路站，全称青岛路（法务区）站，位于中华人民共和国四川省成都市双流区，是成都地铁6号线的一座车站，曾被列为暂缓开通车站，后于2024年4月8日开通启用。

## 历史
青岛路站未于2020年12月18日随成都地铁6号线开通而启用，被列为暂缓开通车站。
根据交通运输部办公厅关于印发《城市轨道交通初期运营前安全评估技术规范第1部分：地铁和轻轨》的通知，地铁站开通需具备至少2个出入口可使用、与市政道路连通及公交配套衔接等条件。青岛路站仅有1个出入口具备通行条件，且不具备公交接驳等开通条件，因此暂未开通。
2024年1月6日至1月8日，青岛路站开展停站开门测试。随着夔州大道正式通车，青岛路站具备开通条件，为进一步方便市民出行，4月8日，青岛路站正式开启运营服务。

## 车站结构
本站为地下二层岛式车站。
| 地面      |                                  | 出入口                           |  |
| 地下 一层 | 站厅层                           | 安检、售票机、卫生间             |  |
| 地下 二层 |                                  | 6号线列车往望丛祠方向 （沈阳路） |  |
| 地下 二层 | 岛式站台，左边车门将会开启       |                                  |  |
| 地下 二层 | 6号线列车往兰家沟方向 （昌公堰） |                                  |  |

## 出入口信息
本站目前开放3个出入口。
|              |                         |                  |      |
| 出口编号     | 设施                    | 出口指示         | 照片 |
| （暂未开通） | 无障碍电梯              |                  |      |
| 出口 · B     |                         | 青岛路、夔州大道 |      |
| 出口 · C     | 无障碍电梯 无障碍卫生间 | 青岛路、夔州大道 |      |
| 出口 · D     |                         | 青岛路、夔州大道 |      |